# Afric
Die Afric war ein 1899 in Dienst gestelltes Passagierschiff der britischen Reederei White Star Line, das im Passagier- und Frachtverkehr von Großbritannien über Kapstadt nach Australien eingesetzt wurde. Sie war der erste Dampfer der White Star-Flotte auf dieser Route. 1917 wurde die Afric vor der Küste von Cornwall von einem deutschen U-Boot versenkt.

## Das Schiff
Das Dampfschiff Afric wurde 1898 bei der Belfaster Schiffswerft Harland & Wolff gebaut und lief dort am 16. November 1898 vom Stapel. Sie war das erste von drei neuen Schwesterschiffen, die inoffiziell The Jubilee Class („Jubiläumsklasse“) genannt wurden, was als Zeichen der Vorfreude auf die nahende Jahrhundertwende galt. Die anderen beiden Schiffe waren die Medic und die Persic. Mit diesen drei Schiffen stieg die White Star Line in den Passagier- und Frachtverkehr nach Australien ein. Dieser Schritt erwies sich als so erfolgreich, dass die Reederei im Jahr 1900 die Jubilee Class mit der Runic und der Suevic komplettierte.
Die Afric wies alle Merkmale auf, die typisch für die Jubilee Class waren. Das 173,7 Meter lange und 19,3 Meter breite Schiff hatte drei Decks, einen Schornstein und vier Masten. Die Afric wurde mit einer achtzylindrigen Vierfachexpansions-Dampfmaschine der Bauwerft angetrieben, die auf zwei Propeller wirkte und 5000 PSi leistete. Die Höchstgeschwindigkeit lag bei 14 Knoten. Es konnten 350 Passagiere in der Kabinenklasse transportiert werden. Außerdem verfügte das Schiff über sieben Laderäume. Fracht und Gepäck konnten mit insgesamt 21 Derrickkränen verladen werden. Der tägliche Kohleverbrauch lag bei 80 Tonnen.

## Geschichte
Am 2. Februar 1899 wurde die fertiggestellte Afric ihren Eignern übergeben, und am 8. Februar 1899 lief sie in Liverpool zu ihrer ersten Fahrt nach New York aus. Diese Fahrt war als Probefahrt gedacht. Nach der Rückkehr aus New York wurde sie bei Harland & Wolff leicht umgebaut. Dadurch erhöhte sich der Rauminhalt von ursprünglich 11.816 BRT auf 11.948 BRT.
Am 9. September 1899 legte sie schließlich zu ihrer ersten Überfahrt nach Sydney über Kapstadt, Albany, Adelaide und Melbourne ab. Während des Zweiten Burenkriegs wurde sie außerdem als Truppentransporter verwendet.
Am 12. Februar 1917 wurde die Afric auf einer weiteren Fahrt von Liverpool über Devonport nach Sydney zwölf Seemeilen südsüdwestlich des Eddystone-Leuchtturms an der Küste von Cornwall von dem deutschen U-Boot UC 66 (Oberleutnant zur See Herbert Pustkuchen) versenkt. Dabei kamen 22 Menschen ums Leben. Die Afric war das größte der 33 durch UC 66 versenkten Schiffe sowie das größte Schiff, das versenkt wurde, seitdem Deutschland am 1. Februar 1917 zum zweiten Mal während des Ersten Weltkriegs den uneingeschränkten U-Boot-Krieg erklärt hatte.
Das Wrack der Afric liegt aufrecht in 80 Metern Tiefe und ist teilweise mit Fischernetzen bedeckt (Position 49° 59′ 0″ N, 4° 18′ 0″ W). Die Schiffsglocke wurde entfernt. In der Vergangenheit sind schon mehrere Taucher bei der Erkundung des Wracks ums Leben gekommen.